# Antherice gracilis
Antherice gracilis är en insektsart som beskrevs av Ludwig Redtenbacher 1906. Antherice gracilis ingår i släktet Antherice och familjen Pseudophasmatidae. Inga underarter finns listade i Catalogue of Life.